# Beiselia mexicana
Beiselia mexicana là một loài thực vật có hoa trong họ Burseraceae. Loài này được Forman mô tả khoa học đầu tiên năm 1987.